# 香田哲朗
香田 哲朗（こうだ てつろう、1985年5月25日 - ）は、日本の実業家。株式会社アカツキ共同創業者で、同社代表取締役CEO、株式会社フーモア取締役。

## 人物・経歴
長崎県佐世保市生まれ。2001年佐世保市立花園中学校（現佐世保市立祇園中学校）卒業。2006年佐世保工業高等専門学校電子制御工学科卒業。2008年筑波大学工学システム学類卒業。2009年アクセンチュア入社。同社経営コンサルティング本部でコンサルティング業務に従事したのち、2010年塩田元規とアカツキを創業し、代表取締役社長に就任。2016年同社を東京証券取引所マザーズ市場に上場し、2017年には東京証券取引所一部に市場変更。2020年アカツキ代表取締役社長。同年アカツキ代表取締役CEO。2021年フーモア取締役。

## 作品
- 八月のシンデレラナイン（企画）
- 初恋（製作）
- クマーバチャンネル（クリエイティブアドバイザー）
- 日本沈没2020（エグゼクティブプロデューサー）
- 聖地X（製作）